# 住江みちる
住江 みちる（すみのえ みちる、1926年8月16日 - 1988年）は、かつて宝塚歌劇団に在籍していた歌手。本名は的場翠。兵庫県芦屋市出身。
プロレス解説者の伊集院浩の姪でもある。1988年に膵臓がんで死去。

## 宝塚時代
1939年（昭和14）に宝塚歌劇団29期生として、宝塚音楽舞踊学校（現在の宝塚音楽学校）に入学、同期生には淡島千景、久慈あさみ、南悠子、故里明美（入団時は故里千秋）などがいる。当時のプログラム上では、1945年（昭和21）まで「住江」、1946年は「住の江」の表記である。
1942年（昭和17）に宝塚歌劇団に入団。初舞台は同年５月の大劇場雪組公演で、行軍譜『軍艦旗征くところ』、舞踊『戻り橋』、歌劇『ピノチオ』で初舞台を踏む。その後、終戦まで雪組に所属、戦後は編成表では月組の所属となっているが、プログラム上は同組で公演した記録はなく、花組公演の配役表にその名前を確認できる。
1946年11月花組公演、童話歌劇『赤頭巾と狼』、グランドショウ『センチメンタル・ヂャアニー』を最後に退団する。

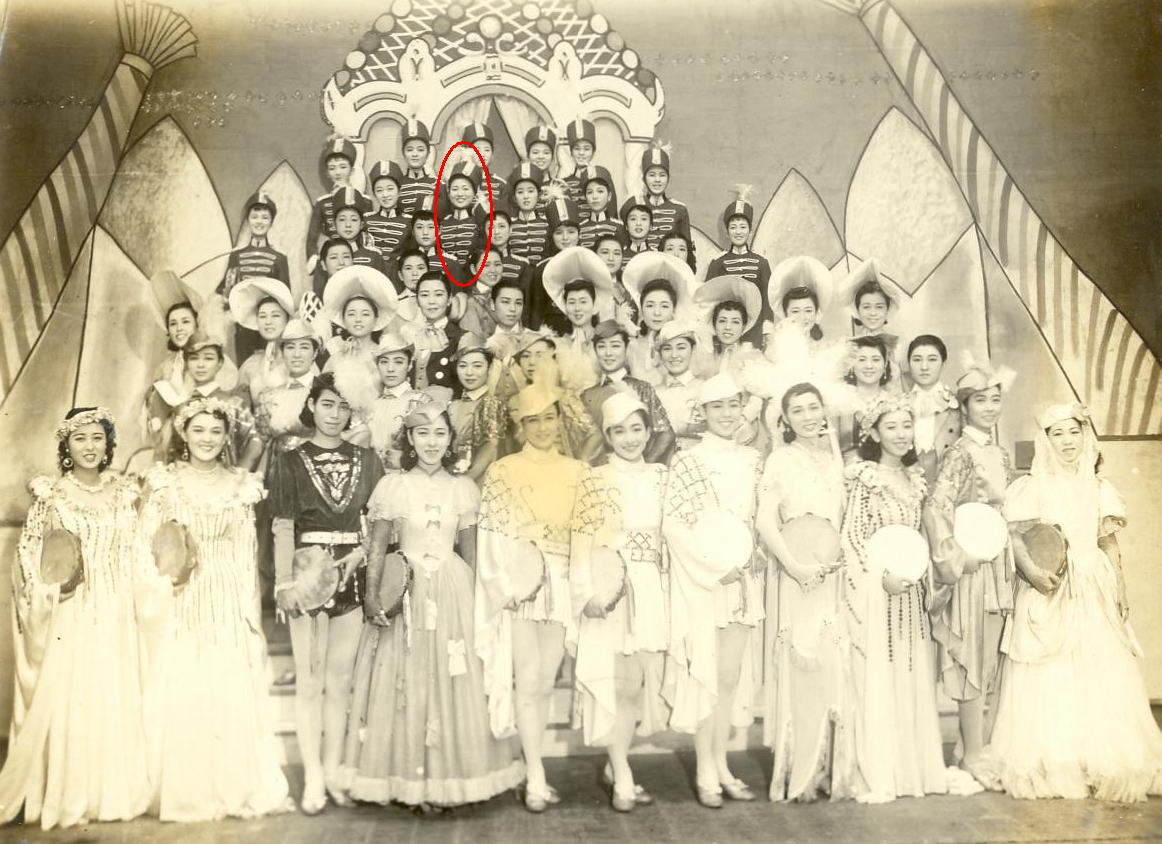
『ピノチオ』1942年（赤丸で囲んだのが住江）

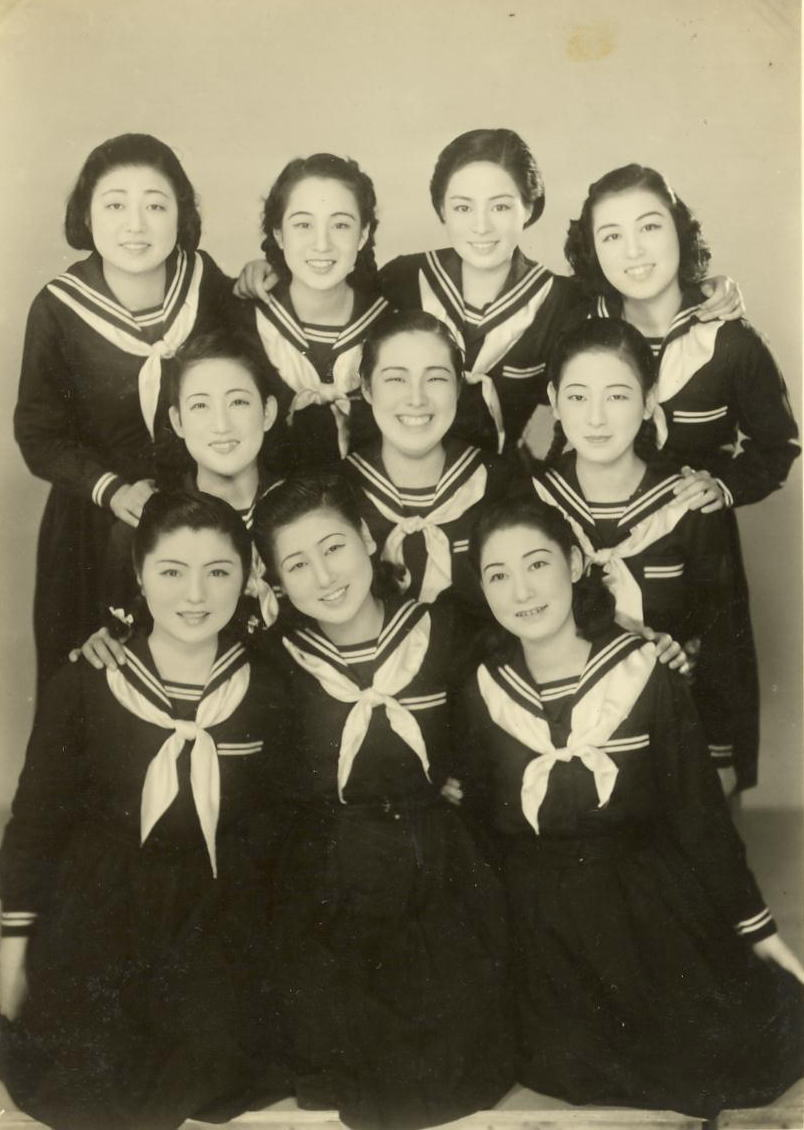
「撃ちてし止まむ」1943年3月-女学生（前列中央が住江）

### 主な公演記録（宝塚歌劇団時代）
- 雪組公演「軍艦旗征くところ」「戻り橋」「ピノチオ」（1942年5月、宝塚大劇場）
- 雪組公演「美と力」「花若仇討｣「新かぐや姫」（1942年8月、宝塚大劇場）
- 雪組公演「美と力」「花若仇討」「ピノチオ」（1942年9月、東京宝塚劇場）
- 雪組公演「明るい町強い町」「コーロア物語」（1942年11月、宝塚大劇場）
- 雪組公演「明るい町強い町」「コーロア物語」（1943年1月、東京宝塚劇場）
- 雪組公演「撃ちてし止まむ」「桃太郎」「みちのくの歌」（1943年3月、宝塚大劇場）
- 雪組公演「みちのくの歌」（1943年6月、東京宝塚劇場）
- 雪組公演「たけくらべ」「戦ひはここにも」「東亜の子供達」（1943年8月、宝塚大劇場）
- 雪組公演「娘道成寺」「蓮華琴」（1943年11月、宝塚大劇場）
- 雪組公演「娘道成寺」「東亜の子供達」（1944年1月、東京宝塚劇場）
- 雪組公演「翼の決戦」（1944年3月、宝塚大劇場）
- 宝塚歌劇合同公演「雪月花」－舞子 役（1945年11月、北野劇場）　※併演の「奴道成寺」「ピノチオ」は資料現存せず配役を確認できず。
- 九州地方進駐軍慰問公演（1946年2月2日　福岡大博劇場）
- 花雪組合同公演「グラナダの薔薇」「夏のをどり」（1946年8月、宝塚大劇場）
- 花組公演「赤頭巾と狼」／「センチメンタル・ヂャアニー」三人娘、姑娘、歌手、タムタム女 役

### 宝塚歌劇時代の評価

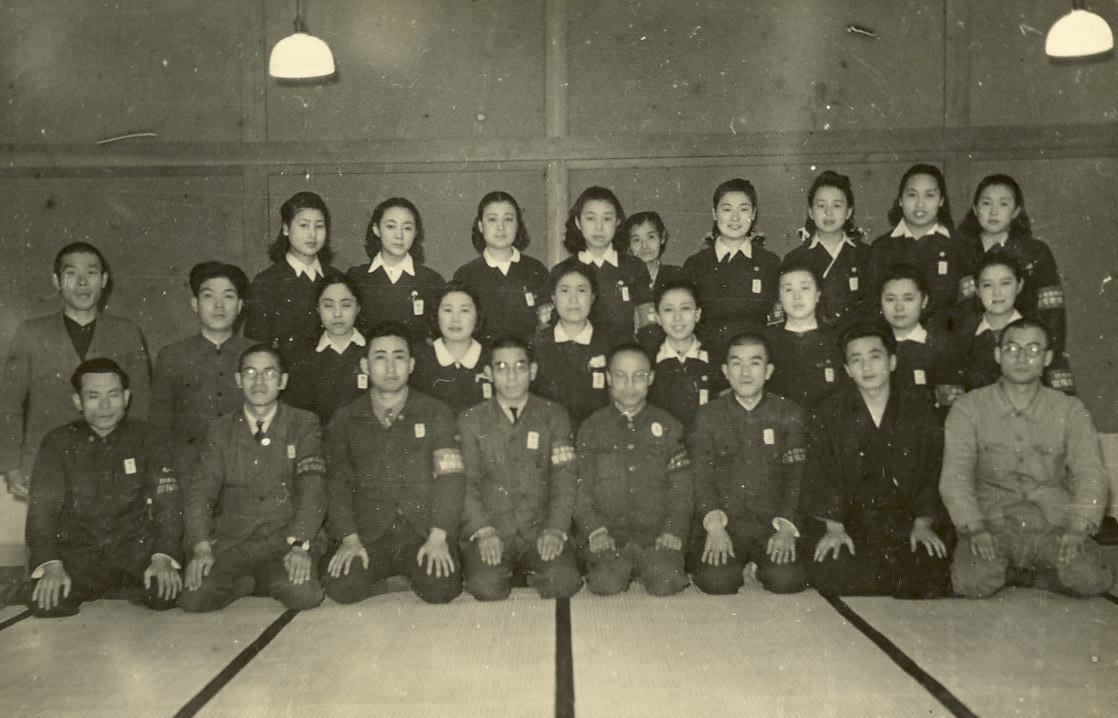
宝塚歌劇団慰問公演中の写真（1943-1945年頃）

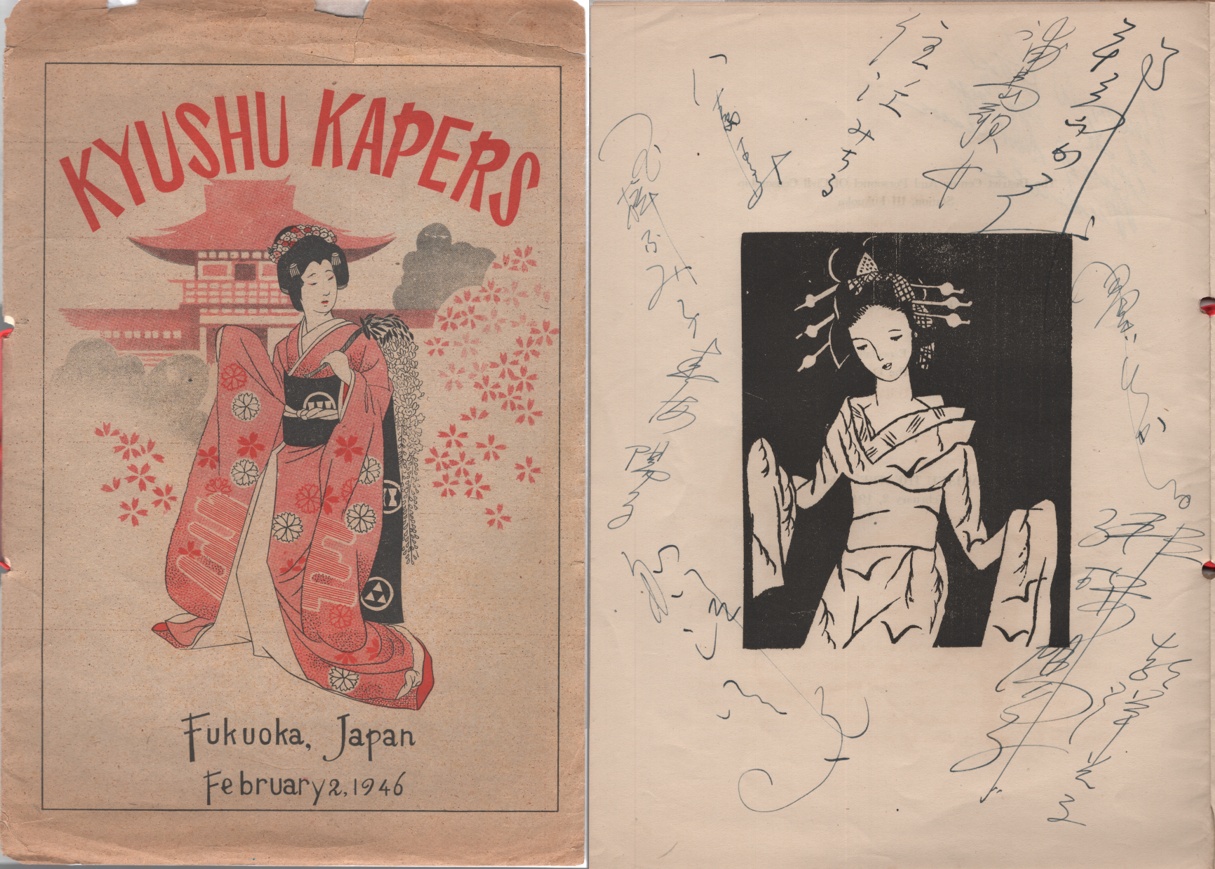
福岡大博劇場進駐軍慰問公演（1946年2月2日）プログラム。住江のサインも、右ページ中央上に見られる。

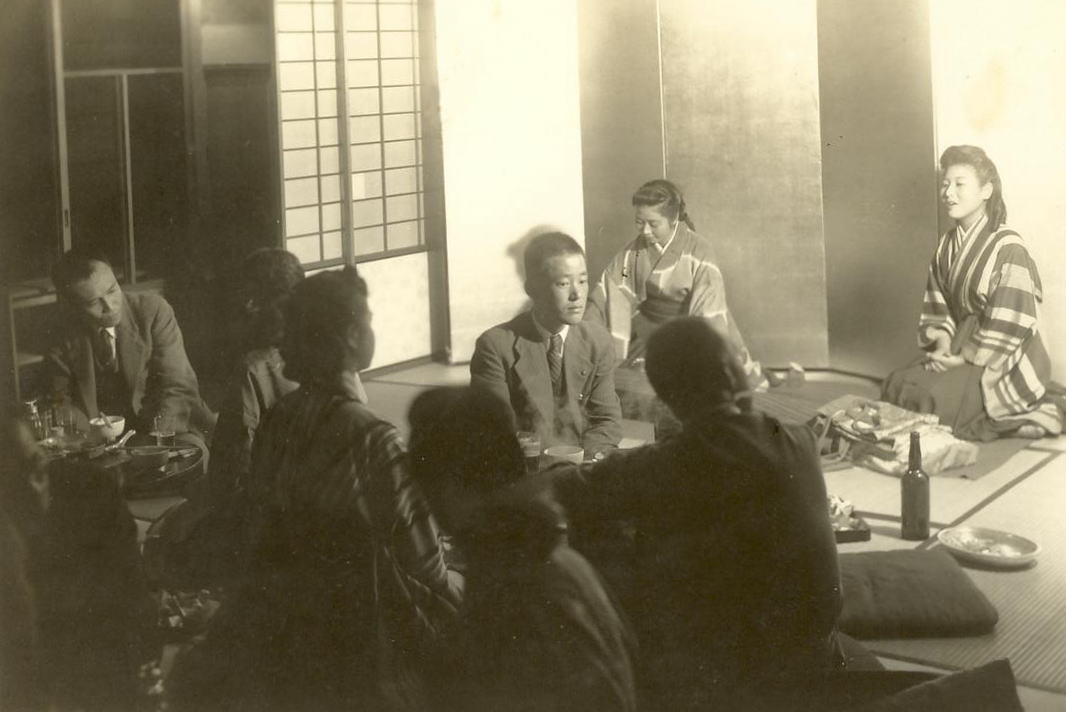
進駐軍との接待時の写真（1946年）。中央で琴を弾くのが千村克子、右に住江みちる。

在籍したのが1942年から1946年の約5年であり、キャリアの短さから、与えられた役のほとんどが端役にとどまっている。しかし、入団当初は雪組ダンス科であったのが、2年後の昭和18年末にはすでに雪組声楽科に移動しており、後に歌手に転向した資質を歌劇団も見出していたことがうかがえる。最終公演になった「センチメンタル・ヂャアニー」では対馬衣都美、日下輝子とともに三人娘を演じている。「三人娘」役は昭和20年代の宝塚歌劇ではよく見られた配役で、娘役の主演以外で、歌唱が得意な若手生徒が配置されて、メインほどではないが歌の出番を与えられる、いわば新人娘役歌手の登竜門的な役柄だった。
また、この世代は太平洋戦争に大きな影響を受けていて、宝塚歌劇団も公演を継続するために、各地の農村や工場、病院などを慰問する移動演劇を行っていた。本人旧蔵品の中にはその時のものと思われる写真も含まれている。
戦後は進駐軍に接収された宝塚大劇場の返還にも尽力して、1946年2月2日の福岡大博劇場での進駐軍慰問公演にも参加している。この時のプログラムには住江の名前は記されていないが記念のサインは書き込まれていて、端役だったために記載から漏れた可能性も考えられる。また、進駐軍相手のパーティーで他の生徒とともに接待している写真も残されている。当時、歌劇団に在籍した乙羽信子によると、米兵にダンスパーティーに誘われた返礼に宝塚内にある茶室を使用してすき焼きパーティーを催し、生徒はその接待係としてかり出されたという。
終戦後、1946年3月の宝塚歌劇団の生徒は204名で、うち68人が戦後に初舞台を踏んだ新人であった。太平洋戦争開戦直後の1941年末には313名いて、戦前の経験を持つ生徒は約半数に減っていた。そのような中、戦争をまたいで歌劇団に残り、短い時間であっても後世に向けて歌劇団の再建に尽くした1人であった。

## 歌手時代

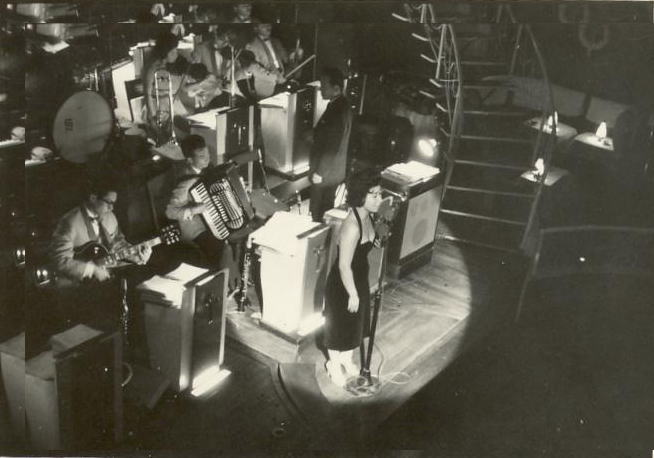
羽田隼子

1946年からは「花田みどり」「ロシータ・花田」「羽田隼子」の芸名で歌手として活動する。
NHK大阪放送の食後の音楽に出演。
1960年（昭和35年）、TBSテレビの音楽手帳 季節の歌にも出演した。

### 収録レコード
- 魅惑のシャンソン集III（昭和36年12月5日発売、日本エンゼルレコード株式会社）
  - 演奏：エンゼル・アンサンブル
  - 指揮：伊藤英二
  - 唄：羽田隼子・他3名
  - 曲目：8曲収録のうちの2曲で歌唱

1. ムーラン・ルージュ
2. 小雨ふる径

- 夢の南十字星（昭和36年12月5日発売、日本エンゼルレコード株式会社）
  - 演奏：楽団南十字星
  - 唄：ロシータ・花田
  - 曲目：

1. ラムール・オリエンタル
2. エンゼル・セレナーデ
3. 私は星のカルメン
4. 宝石
5. ブンガワン・ソロ
6. ブンガ・ビンタン
7. エストレリータ
8. 碧空